# Jalovec (vrh)
Jalovec vrh planinskog lanca Julijske Alpe iznad dolina Zadnje Trente, Bale, Koritnice i Planice, visok 2645 m. Građen je od trijaskih vapnenaca i dolomita. Njegovi strmi, stjenoviti obronci najdublje se spuštaju na zapad, a najstrmije na sjeveroistok. Ima karakterističan šiljat oblik, po kojem se ubraja među najslikovitije vrhove u Julijskim Alpama. 
Planina Jalovec se nalazi u pisanim izvorima već između 1763. – 1787. kao Jellauz i Jelauz. Ime je izvedeno iz slovenskog pridjeva "jalov", što znači "neplodno", pozivajući se na gole obronke planine.